# Guglielmo di Rubruck
Guglielmo di Rubruck, conosciuto anche come Guglielmo da Rubruk, Willem van Ruysbroeck, Guillaume de Rubrouck o Willielmus de Rubruquis (Rubruck, 1220 circa – 1293 circa), è stato un religioso e missionario fiammingo, appartenente all'Ordine dei frati minori, nonché esploratore. Il suo resoconto del viaggio in Asia è uno dei capolavori della letteratura geografica medioevale.

## Biografia

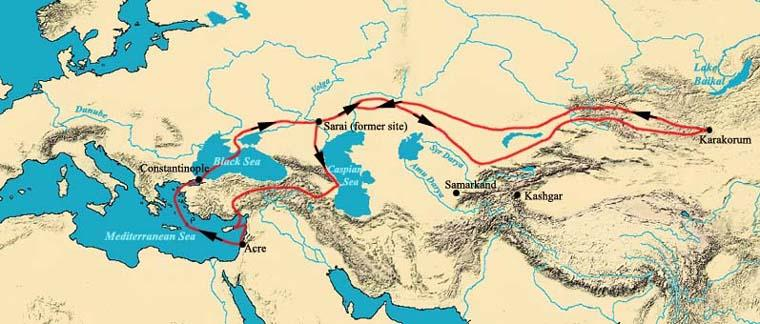
Il viaggio di Guglielmo di Rubruck (1253-1255).

Frate Guglielmo viene inviato nel 1253 dal re di Francia Luigi IX presso il condottiero mongolo Sartaq nella speranza che la notizia che girava in Occidente riguardo alla conversione di costui fosse vera. Guglielmo non è uno scrittore come Rustichello da Pisa, ma ci ha lasciato il più vivo ed affascinante tra i resoconti di viaggio medievali.
Della vita di Guglielmo sappiamo poco o nulla.
Fonti esterne. A parte ciò che l'autore stesso ci dice di sé nell’Itinerarium le fonti esterne in nostro possesso su di lui sono solo due:
1. La prima è una curiosa notizia contenuta in una raccolta di aneddoti di ambito francescano. Questa notizia parla di un frate chiamato Giacono d'Iseo il quale riferisce di un incidente diplomatico avvenuto presso il re dei Tartari. Giacono dice di aver sentito raccontare questo episodio quando si trovava nel convento francescano di Tripoli da parte di re Aitone I d'Armenia, il quale a sua volta lo aveva sentito raccontare in territorio mongolo, quando era passato per la corte di un magnus Rex Tartarorum. L'aneddoto parla di un certo frate francescano Guillelmus, qualificato come Flandricus e lector, del quale si diceva che fosse stato inviato da re di Francia presso il Re mongolo. Una volta là, questo monaco aveva fatto una predica dove prometteva il fuoco dell'inferno a chiunque non si fosse convertito. Il Re, dopo la predicazione, ironizzò dicendo a questo Guillelmus che se voleva avere successo come predicatore, doveva parlare di quanto c'è di bello nella sua religione, piuttosto che terrorizzarli con le punizioni. Questo episodio è speculare a quanto raccontato da Guglielmo stesso nel suo Itinerarium (cap. XIX, 8). Secondo il racconto di Giacomo d'Iseo, il magnus Rex mongolo avrebbe usato una similitudine efficace: una nutrice fa cadere nella bocca del neonato delle gocce di latte affinché questi, sentendone il sapore, sia invogliato a suggere, e solo dopo porge la mammella; allo stesso modo Guillelmus avrebbe dovuto convincere i suoi uditori, che nulla sanno di cristianesimo, con argomenti ragionevoli, mentre ha subito minacciato le pene dell'inferno. E Giacomo aggiunge che, in vista di future missioni, sarebbe il caso di evitare questo tipo di atteggiamento.
2. La seconda fonte esterna è il filosofo inglese Ruggero Bacone, precursore del metodo di indagine sperimentale. Per la stesura della sua enciclopedia, l’Opus maius, Ruggero attinge a piene mani dall’Itinerarium di Guglielmo, che è per gran parte il prodotto dell'osservazione diretta del suo autore, non raccolta di notizie prese da altri libri.

Fonti interne. Ogni altra notizia ci è nota da quanto Guglielmo stesso dice di sé nella sua opera:
Appartenenza all'Ordine:
- è un frate francescano e parla dell'Ordine con fierezza ogni volta che può;
- è anche sacerdote: dice messa e amministra i sacramenti;
- forse appartiene alla provincia francescana di Terrasanta, dato che alla fine è là che gli viene imposto di rimanere;
- deve godere di una certa fama intellettuale: accenna ad una predicazione tenutasi in Santa Sofia la domenica della Palme;
- i rapporti coi suoi superiori non devono essere stati idilliaci: alla fine gli viene impedito di recarsi in Francia; inoltre era amico di Ruggero Bacone, personaggio discusso per la sua autonomia di pensiero;

Dati biografici:
- dice di essere originario di Rubruk, identificato con l'attuale Rubrouck, presso Cassel, nella regione Nord-Pas-de-Calais, al confine con il Belgio, nelle fiandre francesi, ecco perché detto Flandricus;
- conosce bene Parigi, citata spesso: vari paragoni con la Senna e altri luoghi parigini;
- è molto legato al suo Re, al quale si rivolge con familiarità; forse lo ha seguito durante la crociata; sicuramente lo ha seguito in Terrasanta;
- supponendo che avesse vent'anni quando si mise al seguito del Re, e una quarantina quando iniziò il viaggio, si può supporre una data di nascita intorno al 1210-1215.

Dopo il viaggio:
- l'ultima data citata nell’Itinerarium è il 1255;
- viene in seguito trasferito ad Acri come lector;
- la testimonianza di Bacone ci dice che prima del 1268 Guglielmo fu a Parigi; non sappiamo che cosa fu di lui dopo, né se tornò in Terrasanta o meno.

Cultura:
- parla in modo semplice, la sua scrittura è influenzata da caratteri del volgare parlato: costrutti paratattici, lessico poco articolato, vari francesismi; vi sono imprecisioni e rozzezze nell'uso del latino;
- non manca una qualche ricerca di eleganza stilistica: Guglielmo fa uso della retorica povera tipica dei francescani dell'epoca: parallelismi, asindeto, variatio, incipit con sentenze;
- conosce bene Isidoro, Virgilio e Solino;
- porta con sé i libri più importanti: la Bibbia, delle Sententiae (probabilmente di Pier Lombardo); si rammaricherà molto quando gli verranno sottratti;
- ha una qualche dimestichezza con l'arte dell'argomentazione, della quale si serve nella disputa teologica con i sacerdoti di Cailac;
- è molto interessato a questioni linguistiche: riconosce parentele tra lingue per la comune base etimologica; si sforza di imparare qualche parola di mongolo; discute sul significato di termini orientali; è curioso verso le varie scritture.

Personalità:
- Guglielmo si mostra come un uomo dalla determinazione e dalla forza psicologica eccezionali;
- è il capo riconosciuto della missione; non mostra mai cenni di scoramento o pessimismo;
- affronta coraggiosamente ma mai temerariamente tutti i suoi interlocutori;
- usa parole di conforto per il confratello Bartolomeo, afflitto da malattie e scoramento;
- ha una mentalità aperta verso il diverso: mette da parte ogni eventuale presunzione di superiorità occidentale, cosa eccezionale all'epoca;
- mostra una resistenza incredibile alla fatica; mangia quello che gli viene dato senza lamentarsi; cammina scalzo (secondo l'usanza dell'ordine) anche sulla neve rischiando di perdere l'uso dei piedi;
- forse ha una corporatura massiccia dato che a un certo punto egli stesso si definisce ponderosus valde.

Religiosità:
- è un religioso: gli aspetti legati alla religione sono dunque al centro delle sue osservazioni e della sua attività;
- si sforza di rispettare la Regula francescana, rammaricandosi quando le circostanze non lo permettono, ma non mostra mai un ottuso integralismo (mangia carne il venerdì per non morire di fame; mette le scarpe per non perdere l'uso dei piedi);
- cerca di rispettare la liturgia romana il più possibile (improvvisa una celebrazione della Pasqua a Caracorum);
- è pragmatico nel dare suggerimenti morali ai cristiani prigionieri in Mongolia: consente di mangiare animali che ritengono impuri; assolve i cristiani deportati da piccoli furti mossi dalla fame; non bada troppo alla formalità e celebra la Pasqua insieme ad altri cristiani;
- è curioso osservatore dei riti religiosi altrui, li descrive minuziosamente. I momenti narrativi migliori sono proprio questi: la disputa con i preti di Cailac; le visite dei nestoriani per la Settuagesima; la preparazione della Pasqua a Caracorum; la disputa col teologo buddista.

## La Settima crociata
Guglielmo accompagnò il re Luigi IX di Francia alla Settima Crociata nel 1248. Il 7 maggio 1253, su ordine personale di re Luigi, lasciò San Giovanni d'Acri per iniziare una missione con il fine di evangelizzare e convertire i Tartari. Con Guglielmo c'erano il confratello Bartolomeo da Cremona, un servo di nome Gosset ed un interprete che viene citato come Homo Dei (letteralmente uomo di Dio, traduzione dell'arabo Abdullah).

## Il viaggio
Partenza

Banconota mongola

Guglielmo parte dalla Terrasanta e si imbarca al porto d'Acri. Fa poi tappa a Costantinopoli, allora capitale dell'Impero latino, dove si procura informazioni e materiale per il viaggio, e una lettera dell'imperatore Baldovino II di Costantinopoli.
7 maggio 1253
Guglielmo entra nel Mar nero su una nave di mercanti veneziani insieme al suo gruppo: 1) il confratello Bartolomeo da Cremona; 2) un giovane chierico di nome Gosset; 3) un interprete scalcinato di nome Homo Dei; 4) un servo di nome Nicola acquistato a Costantinopoli.
21 maggio 1253
Sbarcò a Soldaia (Sudak), in Crimea.
1º giugno 1253
Ottiene il lasciapassare e prosegue via terra con carri trainati da buoi, e due scorte assegnategli dai Mongoli. Attraversano la Crimea proseguendo verso nord fermandosi al campo di Shagatai. Oltrepassano l'Istmo di Perekop ed entrano nelle steppe del Bassopiano sarmatico. Proseguono verso est e poi verso nord.
20 luglio 1253
Raggiungono la sponda del Don (Tanai); oltre il Don incontrano Sartach, il principe di cui si diceva che fosse cristiano. Questi li tratta bene, ma dice di non poter accogliere la richiesta contenuta nella lettera del re di Francia e lo manda da suo padre, Baatu. Guglielmo lascia i carri con le sue cose e il servo Nicola da Sartach e si mette in viaggio verso est. Attraversa il Volga (Etilia) all'altezza di Saratov.
6 agosto 1253
Giunge al campo di Baatu, che dista dal Volga circa 300 chilometri. Nemmeno Baatu può esaudire le richieste, e propone a Guglielmo di rivolgersi direttamente all'imperatore Möngke Khan (Mangu), che si trova molto più a est. Il viaggio sarà di quattro mesi, e sta per arrivare l'inverno.
15 settembre 1253
Guglielmo accetta, e si mette in viaggio separandosi anche da Gosset, che torna da Sartach. Il viaggio questa volta è più veloce, perché a cavallo, ma con più disagi. Va verso est e attraversa l'Ural (Igac), procedendo tra le steppe del Kazakistan. Il gruppo devia verso sud, dove in inverno si spostano i Mongoli, in modo da avere più punti d'appoggio, praticamente assenti a nord in quella stagione.
8 novembre 1253
Si immettono nella trafficata via che dalla Persia porta alla Mongolia, e da lì riprendono il percorso verso est.
23 novembre 1253
Giungono al bacino del Lago Balqaš e si fermano a Cailac, l'odierna Qailiq. Dal campo di Baatu a qui hanno compiuto 3 000 km in 69 giorni.
30 novembre 1253
Si mettono nuovamente in viaggio verso est: passano sulle rive del Grande lago Alakol, e risalgono i monti del Tarbaghatai; in questo tratto i centri abitati sono rarissimi; costeggiano il fiume Ulungur e attraversano i monti dell'Altaj Nuru;
27 dicembre 1253
Giungono all'accampamento di Mangu Chan; il percorso di 1 500 km è stato compiuto in inverno, tra le montagne e la neve, in 27 giorni; Mangu consente che Guglielmo e i suoi restino presso di loro fino alla fine dell'inverno; propone anche di risiedere a Karakorum, ma Guglielmo sceglie di restare presso l'accampamento, che farà tappa anche a Caracorum. Questa è la parte più avventurosa del viaggio, dove Guglielmo farà moltissimi incontri: ambasciatori di popoli tributari; sacerdoti nestoriani o buddisti; sciamani; prigionieri occidentali. L'incontro più interessante è con l'orafo Buchier: catturato in Ungheria e deportato alla corte di Mangu dove gli viene commissionata la costruzione di una fontana d'oro a forma di albero che eroga bevande; vivrà inoltre molte avventure: scampa una condanna a morte per aver inavvertitamente toccato la soglia d'ingresso alla tenda del capo; vince una disputa religiosa con monaci buddisti; seda miracolosamente una tempesta con le preghiere. La missione evangelizzatrice si dimostra in questi mesi un vero fiasco, solamente sei battesimi e la cura spirituale dei cristiani deportati è difficoltosa. Guglielmo vorrebbe rimanere ancora, ma giunta l'estate Mangu gli ordina di ritornare; Bartolomeo, che è stanco e malato, può rimanere a Caracorum in attesa che parta una carovana e lo riporti indietro più agevolmente.
8 luglio 1254
Guglielmo riparte. Porta con sé la lettera dove Mangu chiede al re di Francia di sottomettersi. Il percorso di ritorno è quasi uguale, ma un po' più settentrionale, dato che in estate i Mongoli si spostano più a nord. Egli passa da Sartach.
15 settembre 1254
Ripassa da Baatu, dopo un anno esatto; ritrova Gosset e Nicola; da Caracorum alla riva orientale del Volga dove si trova Baatu ci sono 4 000 km, percorsi in 70 giorni. Guglielmo si ferma qui vari giorni: vorrebbe partire per la Terrasanta prima dell'inverno e per un percorso diverso dal quello dell'andata, quindi non passando per la Crimea, dove difficilmente avrebbe trovato una nave, ma passando via terra.
18 ottobre 1254
Partono in direzione sud con una guida uigura datagli da Baatu. Costeggiano la costa occidentale del mar Caspio fino a Derbend, dove c'era la «porta di Ferro» fondata da Alessandro Magno, quindi deviano verso sud-ovest. Verso Natale giungono a Nakicevan (Naxum), in Azerbaigian, dove si fermano per tre settimane.
13 gennaio 1255
Ripartono da Nakicevan; si fermano a Shanshé, in Georgia.
2 febbraio 1255
Ripartono per Ani, antica capitale Armena. Procedono a tutta dritta verso ovest seguendo la via carovaniera dell'Anatolia; la guida li obbliga a fermarsi a Konya, capitale del Sultano Rum.
29 aprile 1255
Guglielmo incontra il sultano a Konya. Grazie a dei mercanti italiani riesce a raggiungere Korykos, città sul Mediterraneo, nella Piccola Armenia o Cilicia, la regione meridionale della Turchia; da Korycos si reca alla capitale della Piccola Armenia, Sis, dove risiede Costantino, padre del re Het'um I, che era stato da Mangu, e conferisce con lui; torna sulla costa e si imbarca verso Cipro.
17 giugno 1255
Arrivo a Cipro.
29 giugno 1255
Sbarca ad Antiochia, nella Terrasanta cristiana. Fine del viaggio. Guglielmo ha compiuto a piedi un totale di 12 000 km, il più lungo e avventuroso viaggio di tutto il medioevo, e forse anche il meglio raccontato.

## Resoconto
Al suo ritorno in patria Guglielmo presentò al re Luigi IX un vero e proprio rapporto preciso e dettagliato del viaggio dal titolo Itinerarium fratris Willielmi de Rubruquis de ordine fratrum Minorum, Galli, Anno gratia 1253 ad partes Orientales. 

Nel suo resoconto descrisse le curiosità delle popolazioni mongole, corredandole da molte osservazioni geografiche: l'Itinerarium fu il primo trattato che descriveva l'Asia centrale in maniera scientifica. Vi si possono trovare molte osservazioni di carattere antropologico e la sua meraviglia nel trovare una presenza così diffusa dell'Islam in aree così distanti.
Alla partenza di Guglielmo, re Luigi si trovava anch'egli in Terrasanta, e là Guglielmo pensa di trovarlo; ma una volta rientrato scopre che il Re era già partito per la Francia e chiede al suo superiore di poterlo raggiungere. Il permesso di partire di nuovo gli viene negato e gli viene imposto di legere, cioè tenere lezioni di teologia. L’Itinerarium non è altro che la relazione che Guglielmo decide di scrivere ed inviare al Re a causa dell'impossibilità di partire per la Francia e riferire di persona.
Nel 1255 Guglielmo inizia a scrivere l’Itinerarium incominciando col rimettere in ordine gli appunti che aveva preso durante il viaggio e che costituiscono la struttura principale della relazione, la quale si presenta come un resoconto progressivo di fatti che vengono registrati via via nel loro svolgersi. Guglielmo, durante il viaggio, fa spesso riferimento a questi appunti, ma molti sono gli indizi che lasciano capire la natura dell'opera è quella di un racconto progressivo, e non di un resoconto scritto di sana pianta alla fine del viaggio:
1. abbondanza di indicazioni cronologiche che Guglielmo non poteva ricordare con precisione dopo due anni;
2. permanenza di notizie contingenti non giustificabili come dettagli inseriti alla fine del viaggio;
3. presenza di notazioni brevissime apparentemente sconnesse con il tessuto in cui sono inserite, e per questo evidentemente inserite in un secondo momento;
4. presenza di una relazione dettagliata quando Guglielmo si trova in sosta, e meno quando è in cammino (e quindi nell'impossibilità materiale di scrivere);

Un altro indizio della natura progressiva è di tipo linguistico: all'inizio i Mongoli vengono chiamati Tartari, nome con cui erano noti in Occidente. A partire dal capitolo XVI invece Guglielmo spiega che Tartari è il nome proprio di una sola tribù, cioè quella che combatteva in prima linea contro gli europei, i quali hanno esteso il nome a tutta la popolazione che in realtà si chiama Moal: è questo il nome che Guglielmo userà fino alla fine per riferirsi ai Mongoli.
L’Itinerarium appare dunque come una trascrizione degli appunti di viaggio, con l'aggiunta di allocuzioni al Re e i rimandi interni. Guglielmo aggiunge anche delle digressioni: come quella sugli usi e costumi dei Mongoli (cap. II-VIII); o quella meteorologica (XXVIII, 2) sul freddo invernale che lo costrinse ad indossare le scarpe: si tratta necessariamente di inserzioni successive.
Nell'opera sono presenti anche degli errori che confermano questo lavoro di sistemazione: nel viaggio di ritorno ad esempio vi è un'inversione cronologica dove l'ingresso ad Ani del 2 febbraio è collocato dopo l'attraversamento del territorio saraceno datato 14 febbraio.
Nel testo vengono così a confluire due punti di vista differenti: quello di Guglielmo durante e quello dopo il viaggio, e a volte questi due punti di vista collidono tra di loro, come nel caso del giudizio sul monaco armeno al campo di Mangu, dove l'ottima opinione iniziale viene poi drasticamente ribaltata: Guglielmo evidentemente non poteva immaginare che costui fosse un cialtrone, come scoprì dopo.
Il resoconto è stato messo il 15 agosto 1255 nelle mani di Gosset, il quale lo ha consegnato al re di Francia. Guglielmo deve aver tenuto poi una copia per sé ponendovi delle piccole aggiunte a margine che nella tradizione sono poi confluite nel testo in vario modo: è da questo secondo esemplare che ha avuto origine la tradizione manoscritta.
Guglielmo fu inoltre il primo occidentale che dimostrò che si poteva raggiungere la Cina anche passando a nord del Mar Caspio, anche se tale via era sicuramente conosciuta dagli antichi esploratori scandinavi.
L'Itinerarium è suddiviso in 40 capitoli. I primi dieci contengono osservazioni generali sui Mongoli e sulle loro usanze e costumi. I restanti capitoli contengono un sommario delle principali vicende occorse durante il viaggio.
Il resoconto di Guglielmo di Rubruck è uno dei capolavori della letteratura geografica medievale, comparabile all'opera di Marco Polo, nonostante le notevoli differenze fra le due. Guglielmo era un buon osservatore ed un eccellente scrittore. Egli faceva molte domande durante i suoi viaggi e non prendeva leggende popolari e favole per verità.
A un certo momento, durante la sua permanenza presso i Mongoli, Guglielmo partecipò ad una famosa disputa presso la corte del Khan, il quale promosse un dibattito formale fra cristiani, buddisti e musulmani, al fine di stabilire quale fede fosse quella giusta, come definito da tre giudici, uno per ciascuna religione.
Il testo non ebbe alcuna diffusione nel medioevo e la tradizione antica, rappresentata da sei manoscritti, è esclusivamente di area inglese, come inglese è l'unico lettore medioevale del testo, Ruggero Bacone, che inserì nell’Opus maius degli estratti del testo di Guglielmo. Il resoconto di Guglielmo fu in parte tradotto in inglese e stampato da Richard Hakluyt tra il 1598 e il 1600. La versione completa è stata stampata in francese dalla Société de Géographie a Parigi nel 1893 con il titolo Recueil de voyages et de mémoires. Un'edizione critica del testo fu realizzata nel 1929 da Anastasius Van den Wyngaert e inserita nel primo volume dei Sinica Franciscana, raccolta di testi e documenti delle missioni francescane in Estremo Oriente. Una nuova edizione critica del testo latino, corredata da un commento e dalla traduzione completa in italiano, è apparsa nel 2011 con il titolo Viaggio in Mongolia, a cura di Paolo Chiesa, docente all'Università Statale di Milano.

## Genere letterario
L’Itinerarium risponde alle caratteristiche di tre generi letterari diversi:
1. l'epistola: con un rigido protocollo iniziale, topica di modestia nel rivolgersi al destinatario, continue allocuzioni;
2. trattato: con inserzioni geografiche e climatiche;
3. odeporica, cioè resoconto di viaggio: con le inserzioni etnografiche.

Quest'ultimo è quello di gran lunga preponderante. La sua grandezza sta nella vivacità delle emozioni che l'esploratore esprime mentre viaggia, che rendono questo un resoconto molto coinvolgente e per nulla asettico o didascalico.

## Eccezionalità dell'Itinerarium
A Guglielmo piace raccontare, e non si vergogna di esprimere le proprie sensazioni e i propri sentimenti. Quando incontra i Tartari ha l'impressione di entrare in un «altro mondo»: tutto è strano e nuovo rispetto a ciò a cui è abituato in Occidente, e Guglielmo osserva, si sforza di comprendere, e spesso manifesta lo sgomento di colui che è stato catapultato in un mondo diverso.
Spazio
In questo mondo tutto è vasto, enorme, eccessivo. Il Volga è il fiume più grande che abbia mai visto, largo quattro volte la Senna; il Caspio è un lago il cui perimetro è percorribile in quattro mesi di cammino; l'unità di misura consueta per i viaggi, la dieta, ovvero la «giornata di cammino» è insufficiente. Per arrivare dalla Persia alla Bulgaria Major, terra di origine degli attuali Bulgari, ci vuole un mese di cammino e, dopo aver constatato che in quella terra le genti sono musulmane Guglielmo esclama: «vorrei proprio sapere chi diavolo ha portato la legge di Maometto fin là!».
Gli accampamenti
Spazi infiniti, solitudini immense: si può camminare anche quindici giorni senza incontrare un accampamento o una fonte d'acqua. Gli accampamenti sono enormi, si estendono per chilometri. Guglielmo si spaventa nel vedere quello di Batu (dice «expavi»).
Le abitazioni
In quello spazio infinito non ci sono case: le uniche sono le tombe dei Comani, tragici ricordi di una popolazione sterminata. I Moal non hanno casa, e non sanno dove l'avranno domani. L'unica città è Caracorum, un paesetto paragonabile alla cittadina di Saint-Denis, ovunque solo Yurte, le tipiche tende dei Mongoli che Guglielmo osserva e descrive con ammirazione, senza tuttavia capire come sia possibile che un'intera società possa praticare il nomadismo.
I comportamenti
Guglielmo resta sgomento per i comportamenti dei Moal: si intrufolano dappertutto, frugano nei bagagli, toccano ogni cosa; per defecare non si allontanano, e similmente fanno in pubblico varie cose ultra modum tediosa: meglio il deserto che la compagnia di quegli uomini.
Il comos
Divertente è il racconto della prima volta in cui Guglielmo ebbe modo di assaggiare il comos: al primo sorso si mise a sudare propter horrorem et novitatem, ma poi gli parve che avesse un buon sapore, e addirittura si rammaricherà quando in futuro non gli verrà più offerto.
Il denaro
La regola francescana impone a Guglielmo di non poter maneggiare denaro, che quindi, durante il viaggio, viene affidato a Gosset, e poi all'interprete. Ma Guglielmo scopre presto che il denaro in quei luoghi non serve a nulla, poiché gli scambi avvengono tramite baratto di stoffe e tessuti. A un certo punto restano senza cavalli, e solo dopo che la loro permanenza sul luogo divenne un peso gli fu consentito di proseguire.
Le certezze occidentali
Stupisce e sgomenta la fallibilità delle certezze occidentali: nessuna traccia del favoloso regno del Prete Gianni, la cui esistenza in Occidente si dava per scontata; è colto in fallo persino Isidoro, massima autorità occidentale: Guglielmo scopre infatti che il Mar Caspio non è aperto a settentrione, ma circondato da terre, come un enorme lago; nessuna traccia dei mostri di cui tanto si favoleggiava in Occidente: e nessuno a Caracorum ne aveva nemmeno sentito parlare.
Le difficoltà di comunicazione
In Europa il latino era una lingua che consentiva agli uomini colti una facile comunicazione in qualunque zona, presso i Moal invece comunicare è difficilissimo. Già all'inizio del suo viaggio, quando si presenta dal primo capo mongolo per avere il lasciapassare per il viaggio, nessuno capisce il greco in cui è scritta la lettera di richiesta, e devono attendere diversi giorni perché venga tradotta.
Altra spina nel fianco è l'interprete che accompagna Guglielmo nel suo viaggio: se ne lamenterà in continuazione, e non solo lui. A causa sua la predicazione sarà praticamente impossibile: è pigro, e soprattutto traduce scorrettamente, sicché Guglielmo preferisce non predicare affatto piuttosto che rischiare di stravolgere il messaggio cristiano.
La situazione migliorerà al campo di Mangu, dove incontreranno il figlio di mastro Guglielmo Buchier, perfettamente bilingue. Sulla via del ritorno Guglielmo incontra un gruppo di domenicani diretti in Mongolia: li avverte che senza un buon interprete il loro viaggio sarà inutile, tanto che essi deviano verso una sede del loro ordine per un consulto. Nell'epilogo Guglielmo spiega al suo re che, in vista di una futura missione, è assolutamente necessario avere non uno, ma almeno due ottimi interpreti, e molti mezzi, altrimenti la missione sarà inutile.
L'esito del viaggio
A parte i problemi di comunicazione l'intento primario di Guglielmo, che è quello dell'evangelizzazione, risulta alla fine un totale fallimento: i Moal non sembrano interessati ai contenuti della fede cristiana. L'episodio narrato sia da Guglielmo che da Giacomo d'Iseo è emblematico di questo. Oltre a ciò Guglielmo deve prendere atto anche che è fallito l'intento di offrire supporto spirituale alle popolazioni cristiane deportate: solo sei battesimi, e tutti di figli di deportati.
A un certo punto un musulmano chiede di essere battezzato, ma cambia idea a causa della strana convinzione che i cristiani non possano bere il comos, convinzione piuttosto diffusa a quanto pare. Alla fine della disputa teologica col sacerdote buddista tutti ascoltano senza fiatare, ma nessuno dice di voler essere cristiano: la potenza del messaggio cristiano non pare avere effetto su di loro.
Riferimenti occidentali
In questo aliud seculum, ciò che richiama in qualche modo all'Occidente costituisce ulteriore fonte di straniamento e turbamento: come la tenda con sopra una croce cristiana al campo di Mangu; o la chiesa in muratura nella quale entra e canta a squarciagola il Salve Regina. Molti sono gli incontri con persone provenienti dall'Occidente: i due clerculi ungheresi fatti prigionieri e deportati che gli chiedono qualche libro da leggere; il comando che, riconoscendo il loro abito, li saluta con Salvete, domini!; la donna lorenese di nome Pascha che li saluta calorosamente e gli parla del figlio di Buchier; lo stesso Buchier, l'orafo di Parigi che vive a Caracorum.
Eccezionalità di Guglielmo
La civiltà occidentale nel medioevo era molto più omogenea rispetto ad oggi: stessa lingua: il latino; stessa religione: quella cattolica, stesse istituzioni: l'Impero e la Chiesa. Grande è lo sforzo mentale richiesto a chi esce dai confini dell'Occidente cristiano: se una qualche esperienza nei secoli precedenti era stata fatta rispetto a Greci e Musulmani, del tutto nuovo era il mondo orientale per un europeo. Eccezionale da questo punto di vista è l'esperienza di Guglielmo: rispetto ad altri viaggiatori di quel periodo lui è più aperto, più curioso, più sincero. Non sarà un letterato sofisticato, ma ci ha regalato la testimonianza modernissima di un uomo in grado di stupirsi, di sforzarsi di capire, di accettare senza giudicare, di superare preconcetti: non c'è confronto rispetto alla tendenziosità dei suoi contemporanei, alla quale Guglielmo non concede nemmeno gli stereotipi più comuni, come l'identificazione di quei popoli con le popolazioni di Gog e Magog, o la paraetimologia che associava i Tartari all'inferno.